# Portugal au Concours Eurovision de la chanson 1971
Le Portugal a participé au Concours Eurovision de la chanson 1971, le 3 avril à Dublin, en Irlande. C'est la 7e participation du Portugal au Concours Eurovision de la chanson.
Le pays est représenté par la chanteuse Tonicha et la chanson Menina do alto da serra, sélectionnées par la Radio-télévision du Portugal (RTP) au moyen du Festival da Canção.

## Sélection

### Festival da Canção 1971
Le radiodiffuseur portugais, la Radio-télévision du Portugal (RTP, Rádio e Televisão de Portugal), organise l'édition 1971 du Festival da Canção, alors appelé Grande Prémio TV da Cançao Portuguesa, pour sélectionner l'artiste et la chanson représentant le Portugal au Concours Eurovision de la chanson 1971.
Le Festival da Canção 1971, présenté par Henrique Mendes (pt) et Ana Maria Lucas (pt), a lieu le 11 février 1971 au Cinema Tivoli (pt) à Lisbonne.

#### Finale
Neuf chansons participent au Festival da Canção 1971. Les chansons sont toutes interprétées en portugais, langue officielle du Portugal.
Parmi les participants, plusieurs artistes représenteront le Portugal à l'Eurovision : Fernando Tordo (pt) en 1973, Paulo de Carvalho en 1974 et Duarte Mendes (pt) en 1975.
| Ordre | Artiste                    | Chanson                 | Traduction                      | Points | Place |
| ----- | -------------------------- | ----------------------- | ------------------------------- | ------ | ----- |
| 1     | Duarte Mendes (pt)         | Adolescente             | Adolescent                      | 4      | 8     |
| 2     | Lenita Gentil (pt)         | Andar ver o sol         | Marcher et voir le soleil       | 2      | 9     |
| 3     | Fernando Tordo (pt)        | Cavalo à solta          | Le cheval est perdu             | 42     | 3     |
| 4     | Hugo Maia de Loureiro (pt) | Crónica de um dia       | Chronique d'un jour             | 26     | 4     |
| 5     | Paulo de Carvalho          | Flor sem tempo          | Fleur intemporelle              | 69     | 2     |
| 6     | Tonicha                    | Menina do alto da serra | La fille du haut de la montagne | 103    | 1     |
| 7     | Intróito (pt)              | Palavras abertas        | Paroles ouvertes                | 13     | 5     |
| 8     | Efe 5                      | Rosa, roseira           | Rose, rosier                    | 6      | 6     |
| 9     | Daphne                     | Verde pino              | Pin vert                        | 5      | 7     |

Lors de cette sélection, c'est la chanson Menina do alto da serra, interprétée par Tonicha, qui est sélectionnée pour représenter le Portugal au Concours Eurovision de la chanson 1971.
Le chef d'orchestre sélectionné pour le Portugal à l'Eurovision 1971 est Jorge Costa Pinto (pt).

## À l'Eurovision
Chaque pays a un jury de deux personnes. Chaque juré attribue entre 1 et 5 points à chaque chanson.

### Points attribués par le Portugal
| 9 points | Pays-Bas                      |
| 8 points | Finlande Monaco               |
| 7 points | Allemagne Espagne Royaume-Uni |
| 6 points | Belgique Luxembourg Suisse    |
| 5 points | Autriche France Norvège       |
| 4 points | Irlande Yougoslavie           |
| 3 points | Italie Suède                  |
| 2 points | Malte                         |

### Points attribués au Portugal
| 10 points                                                | 9 points                       | 8 points          | 7 points         | 6 points                             |
| -------------------------------------------------------- | ------------------------------ | ----------------- | ---------------- | ------------------------------------ |
| - Espagne                                                |                                | - France          |                  | - Monaco - Royaume-Uni - Yougoslavie |
| 5 points                                                 | 4 points                       | 3 points          | 2 points         |                                      |
| - Allemagne - Finlande - Luxembourg - Norvège - Pays-Bas | - Autriche - Belgique - Italie | - Irlande - Malte | - Suède - Suisse |                                      |

Tonicha interprète Menina do alto da serra en quinzième position lors de la soirée du concours, suivant les Pays-Bas et précédant la Yougoslavie.
Au terme du vote final, le Portugal termine 9e sur les 18 pays participants, ayant reçu 83 points au total,.